# 씨앗키즈
씨앗키즈((주)씨아트)는 어린이 교육을 위한 전문 사이트이다.

## 개요
2000년에 설립한 씨앗키즈는 누리과정을 위한 다목적으로 하고 있으며, 모태인 (주)씨아트에 설립하였다. 2006년 SBS에서 씽씽씽 동요나라에서 방영한 후 종영되었으나, 교육사이트인 씨앗키즈를 운영하고 있다. 씨앗키즈는 누리과정 및 교육사이트를 운영하고 있으며, 기타 누리과정을 만들기 위한 교육사이트를 노력하고 있다.
다양한 기피현상으로 통해 온라인상 또는 교육사이트를 운영하고 있고, 누리과정 서비스로 한글, 수학, 창의, 영어, 음악, 미술 등과 함께 씨앗키즈의 유료 서비스의 목적으로 하고 있다. 또한 누리과정 프로그램을 갖추고 있다. 씨앗키즈는 모든 서비스는 2020년 12월 31일부터 종료될 예정이며, 쥬니어네이버 유아세상은 2020년부터 종료될 예정이다.

## 방송 프로그램
- SBS에서 씽씽씽 동요나라로 방영되고 있다.

## 같이 보기
- 지니키즈

## 웹사이트
- 씨앗키즈